# Mustafa Sayar
Mustafa Sayar (ur. 22 kwietnia 1989 w Ereğli) – turecki kolarz szosowy. W 2013 został przyłapany na dopingu i zawieszony na 2 lata.

## Osiągnięcia
2007
- 1. miejsce w mistrzostwach Turcji juniorów (cross-country)

2009
- 1. miejsce w mistrzostwach Turcji (do lat 23, start wspólny)
- 2. miejsce w mistrzostwach Turcji (jazda ind. na czas)

2011
- 1. miejsce w Tour of Isparta
  - 1. miejsce na prologu

2012
- 2. miejsce w mistrzostwach Turcji (start wspólny)

2013
- 2. miejsce w Tour d’Algérie
- 2. miejsce w Tour de Blida
  - 1. miejsce na 1. etapie
- 1. miejsce w Presidential Cycling Tour of Turkey
  - 1. miejsce na 6. etapie
- 2. miejsce w mistrzostwach Turcji (jazda ind. na czas)

2016
- 3. miejsce w mistrzostwach Turcji (jazda ind. na czas)
- 3. miejsce w Tour of Ankara
  - 1. miejsce na 3. etapie

2018
- 3. miejsce w mistrzostwach Turcji (start wspólny)
- 2. miejsce w Tour of Cappadocia
  - 1. miejsce na 2. etapie
- 3. miejsce w Tour of Black Sea

2019
- 1. miejsce w klasyfikacji górskiej Tour of Mersin
- 3. miejsce w Bursa Orhangazi Race
- 1. miejsce w Bursa Yıldırım Bayezıt Race
- 3. miejsce w mistrzostwach Turcji (jazda ind. na czas)

2020
- 1. miejsce w mistrzostwach Turcji (jazda ind. na czas)

2021
- 3. miejsce w mistrzostwach Turcji (jazda ind. na czas)

2022
- 3. miejsce w Grand Prix Mediterranean
- 1. miejsce w mistrzostwach Turcji (start wspólny)